# Neognophomyia paprzyckiana
Neognophomyia paprzyckiana är en tvåvingeart som beskrevs av Alexander 1944. Neognophomyia paprzyckiana ingår i släktet Neognophomyia och familjen småharkrankar. Inga underarter finns listade i Catalogue of Life.